# Schmiedeberg (Dippoldiswalde)
Schmiedeberg is een ortsteil van de Duitse gemeente Dippoldiswalde in Saksen.

## Geschiedenis, economie
De plaats werd in 1412 voor het eerst in een document genoemd. 
De hamermolen van Schmiedeberg was beroemd. Vanaf 1492 werden daar brokken ijzererts verwerkt, die in o.a. Schellerhau, gemeente Altenberg en in Berggießhübel waren opgedolven. Daaromheen ontstond een grote boerderij en later een kasteelachtig landgoed. Het landhuis brandde in 1878 af; het bijbehorende boswachtershuis bestaat nog. Van 1675 tot 1833 had Schmiedeberg stadsrechten; het was een kleine zogenaamde bergstad. 
In de DDR-periode, in 1949, werd aan de zuidoostkant van Schmiedeberg een grote machinefabriek en gieterij opgericht.  Dit bedrijf bestaat nog en is de grootste industriële onderneming in de gemeente Dippoldiswalde. Ertegenover is een bedrijf gevestigd, dat voor andere bedrijven en voor brandweerkorpsen proeven doet voor de research op het gebied van brandbestrijding.
Begin 2014 werd de toenmalige zelfstandige gemeente Schmiedeberg opgeheven.
Schmiedeberg is de op één na grootste en belangrijkste plaats in de gemeente Dippoldiswalde. Het ligt ten zuiden van Unternaundorf, aan het riviertje de Weißeritz, en 7 km ten zuiden van de hoofdplaats, het stadje Dippoldiswalde. Door het dorp loopt de Bundesstraße 170. Aan de noordkant van Schmiedeberg takt hiervan de Bundesstraße 171, die zuidwestwaarts door talrijke stadjes en dorpen loopt, en naar Marienberg (Saksen) leidt. Schmiedeberg heeft een stationnetje aan een kleine spoorlijn door het dal van de Rote Weißeritz, zie onder: Dippoldiswalde.

## Afbeeldingen

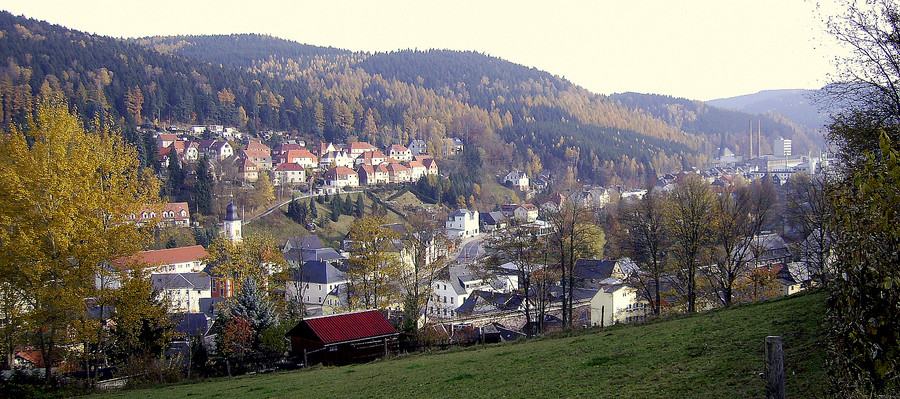
Schmiedeberg
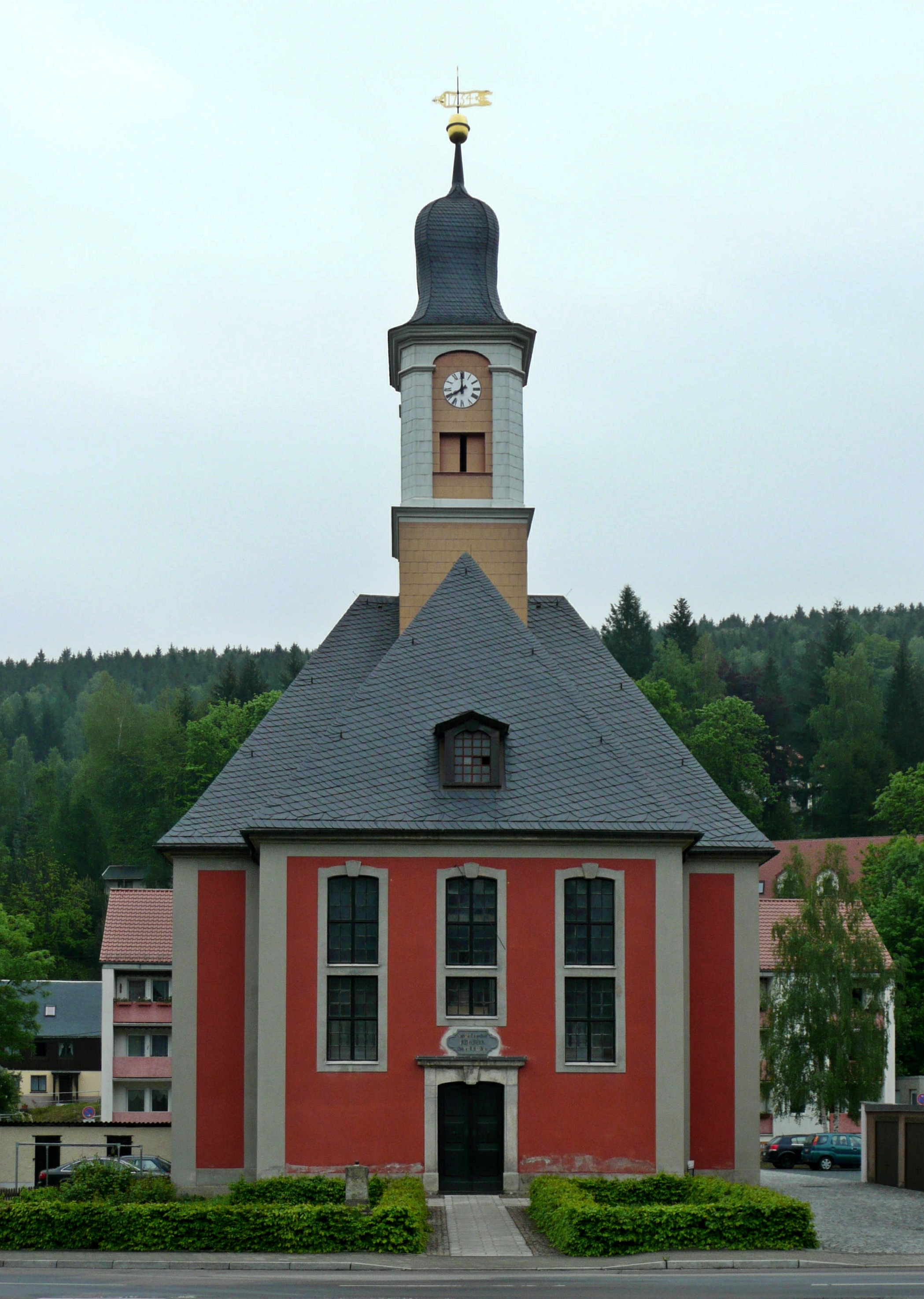
Kerk van Schmiedeberg
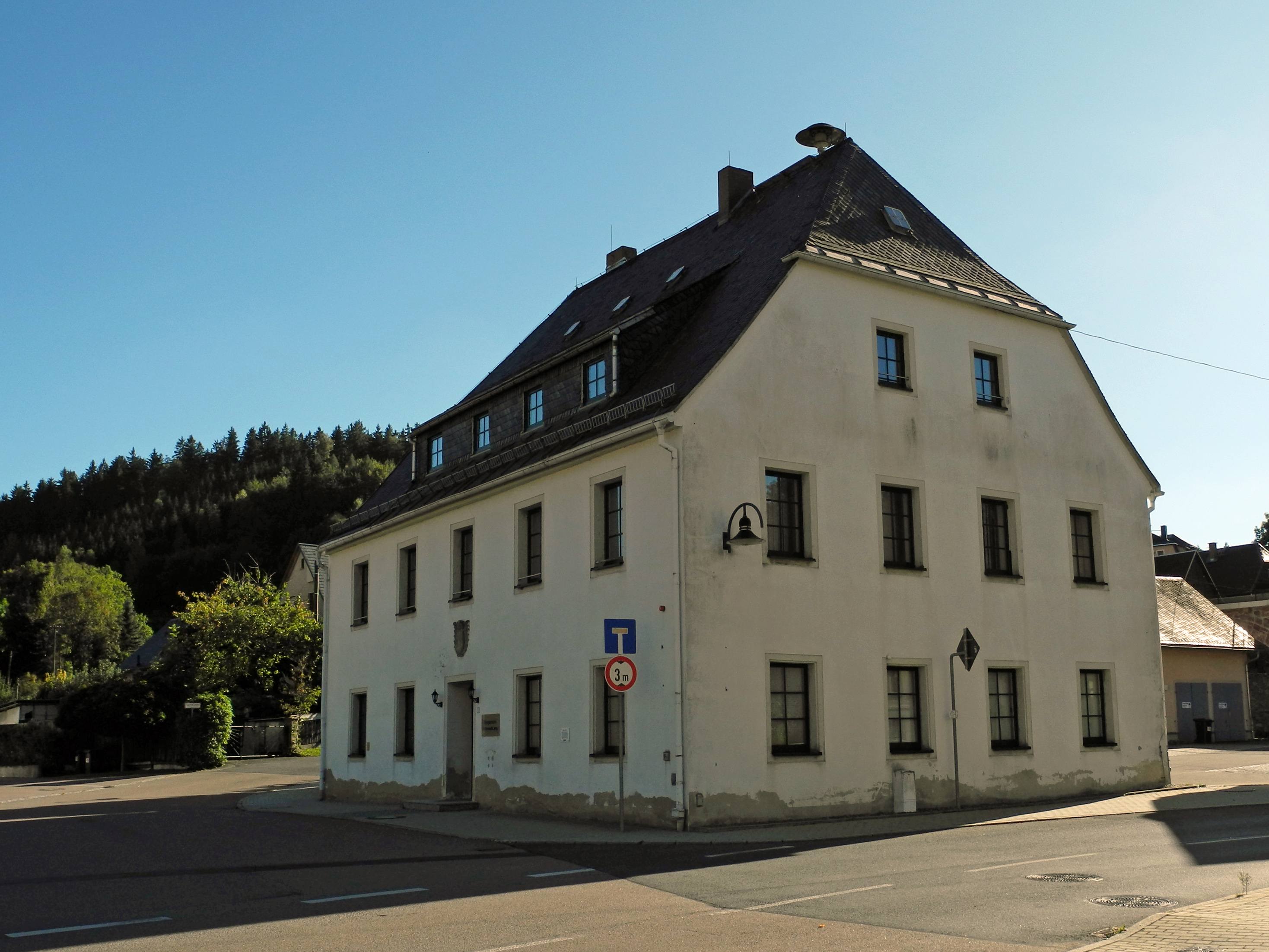
Boswachtershuis, v.m. gemeentehuis
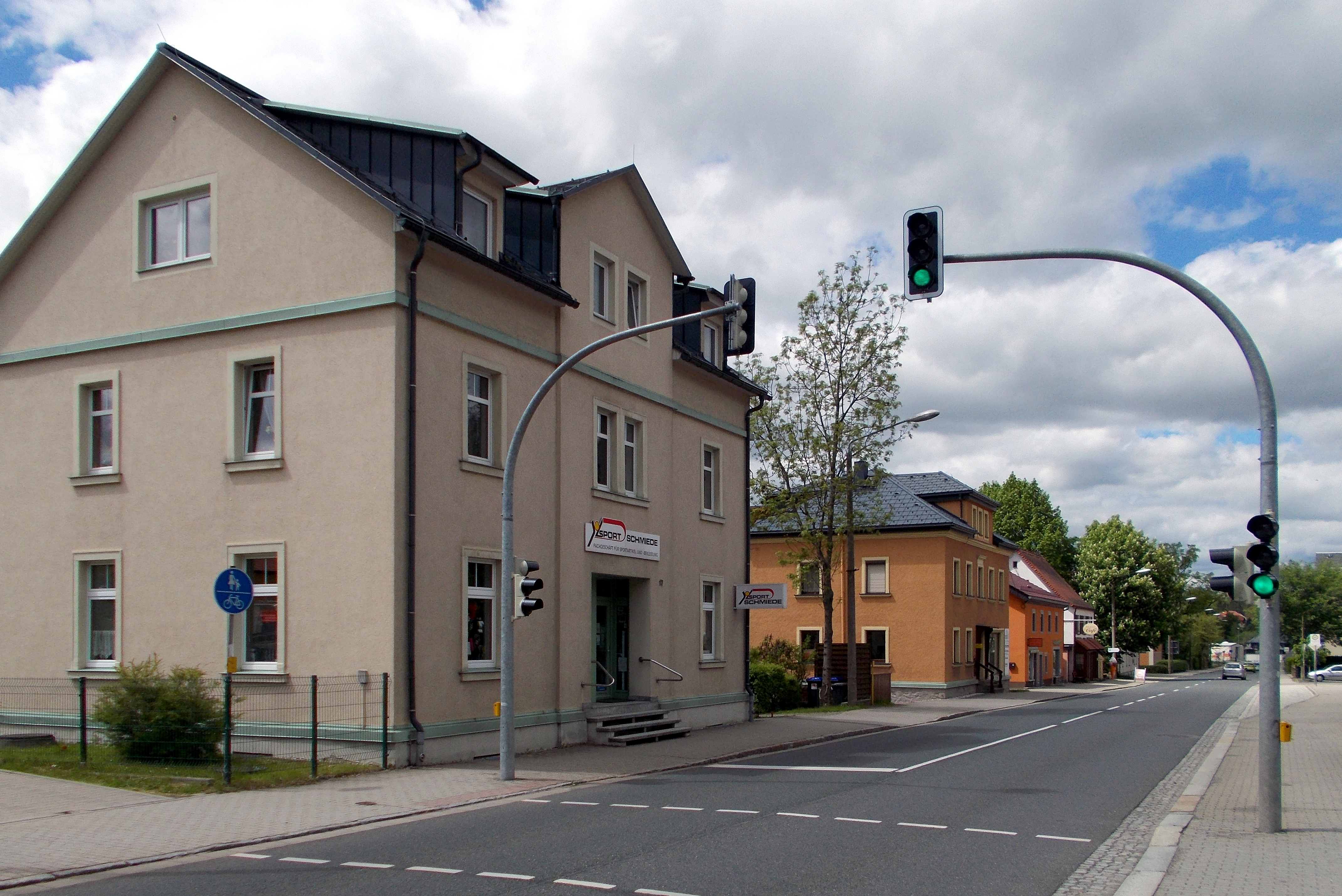
Altenberger Straße in Schmiedeberg

## Geboren
- Tina Bachmann (15 juli 1986), voormalig biatlete